# 郁久閭鄧叔子
郁久閭 鄧叔子（いくきゅうりょ とうしゅくし、拼音：Yùjiŭlǘ Dèngshūzǐ、? - 555年）は、柔然最後の可汗（カガン：君主）。阿那瓌の叔父。

## 生涯
西魏の廃帝元年（552年）1月、突厥の土門は兵を発して柔然を撃ち、懐荒の北で大破した。これによって可汗の阿那瓌は自殺し、その子の菴羅辰は北斉に奔走したため、柔然の別部は阿那瓌の叔父である鄧叔子を立てて主とした。土門は自ら伊利可汗と号し、北斉と通使を往来させた。伊利可汗が死去し、息子の乙息記可汗が即位すると、突厥は鄧叔子を沃野の北にある木賴山（賴山）で破った。
西魏の廃帝2年（553年）、乙息記可汗が死去し、その弟の木汗可汗が即位すると、突厥はふたたび鄧叔子を撃破する。
西魏の恭帝2年（555年）、遂に鄧叔子はその部族千余家を率いて関中に奔走した。勢い盛んな突厥であったが、西魏と通好を望んでいたことと、鄧叔子の余衆が中国の援助を得ることを恐れたため、木汗可汗は使者を続けざまに送って鄧叔子らの誅殺を請願した。西魏の宇文泰はこれを許可し、鄧叔子以下三千余人を捕縛して突厥使者に引き渡し、長安の青門外で殺させた。中男（11歳以上17歳未満の男子）以下は免れ、みな西魏の王公家に配られた。

## 参考資料
- 『周書』列伝第四十二 異域伝下
- 『北史』列伝第八十六 蠕蠕、列伝第八十七 突厥
- 『資治通鑑』卷第一百六十五 梁紀二十一
- 内田吟風、田村実造 他訳注『騎馬民族史１ 正史北狄伝』（平凡社東洋文庫、1971年）
- 佐口透、山田信夫、護雅夫 訳注『騎馬民族史2-正史北狄伝』（平凡社東洋文庫、1972年）